# François-Marie Bénard
François-Marie Bénard, né le 2 février 1917 à Paris et mort le 13 septembre 1986 à Aix-en-Provence, est un homme politique français.

## Biographie

### Jeunesse et formation
Fils d'un ingénieur électricien, il fait ses études au collège Massillon, puis devient entreposeur spécial des tabacs pour l'administration des contributions indirectes. Il est incorporé en octobre 1937, comme éclaireur skieur, au 159e régiment d'infanterie alpine, à Briançon. Dans ce cadre, il participe à la campagne d'Italie 1939-1940, puis est démobilisé à Gap, en octobre 1940. Il rentre alors en résistance, et est arrêté à Lyon. Au sortir de la guerre, il travaille avec Maurice Petsche, député de 1945 à 1948. Lorsque ce dernier devient ministre de l'Économie, François Bénard est nommé secrétaire particulier en 1950, puis chef de cabinet en 1951. 

### Carrière politique
Il est député UDSR des Hautes-Alpes de 1951 à 1958 et de 1962 à 1967. Il est président de la délégation parlementaire qui rencontre Mao Zedong, en octobre 1964, avant que la France ne reconnaisse la république populaire de Chine.
Il est sous-secrétaire d'État à l'Énergie atomique de la Présidence du Conseil du gouvernement Maurice Bourgès-Maunoury (du 17 juin au 30 septembre 1957) 
Au niveau local, il est conseiller général du canton de Guillestre, dans les Hautes-Alpes, de 1953 à 1986, maire de Vars de 1958 à 1986, dont il contribue à en faire une station de ski de renommée internationale, et conseiller régional de Provence-Alpes-Côte d'Azur de 1974 à 1982.

### Vie privée
Marié en février 1950, il est père de deux enfants, Jean-François et Martine.